# Magnus Hartog-Holm
Magnus Bo Anders Hartog-Holm, född 26 maj 1963, är en svensk diplomat och ambassadör. Han har tjänstgjort vid ambassaderna i Tallinn, Berlin och Tokyo samt vid Frankrikes utrikesdepartement. Vid UD har han bland annat tjänstgjort vid enheten för Europeisk säkerhetspolitik samt som ambassadör för Nordiskt samarbete. I april 2014 utnämndes han till Sveriges ambassadör i Bern i Schweiz.